# Metallura tyrianthina
La metalura tiria (en Ecuador) (Metallura tyrianthina), también denominado colibrí verde de cola roja, colibrí verde colirrojo (en Venezuela),  colibrí tirio (en Perú) o metalura colirroja (en Colombia) es una especie de ave apodiforme de la familia Trochilidae (los colibríes) perteneciente al género Metallura. Es nativa de regiones andinas y montañosas adyacentes del norte y oeste de América del Sur.

## Distribución y hábitat
Se distribuye de forma disjunta por la cordillera de la Costa del norte de Venezuela, en la Serranía del Perijá, en la Sierra Nevada de Santa Marta, y a lo largo de la cordillera de los Andes desde el oeste de Venezuela, por las tres cadenas de Colombia, Ecuador, Perú, hasta el centro de Bolivia.
Esta especie es considerada común y localmente abundante en sus hábitats naturales: el interior de selvas húmedas bastante abiertas, incluyendo crecimientos secundarios, bosques nubosos y matorrales musgosos cerca del límite del bosque; en pequeños fragmentos de bosques con abundancia de bromelias Tillandsia en valles semiáridos o en fragmentos de bosques enanos. Ocasionalmente en áreas de ecotono entre bosque enano y páramo, o en parches de arbustos en el páramo más bajo. En altitudes entre 1500 y 4200 m, más común entre 2500 y 3300 m; en las montañas costeras de Venezuela es más numeroso en los 2000 m. Forrajea en el dosel externo de arbustos o árboles de mediana estatura.

## Descripción
El macho mide 8,1 a 10 cm de longitud. Presenta dimorfismo sexual, plumaje verde cobrizo oscuro, con la garganta verde iridiscente y la cola cobriza brillante. La hembra mide 7,6 cm de longitud, tiene las partes superiores color verde cobrizo oscuro; las mejillas, la garganta y la parte superior del pecho color leonado con algunos puntos negruzcos; el vientre y el resto del pecho color crema, moteado de verde en los flancos. El pico mide de 10 a 12 mm.

## Alimentación
Se alimenta del néctar de flores y tiene un comportamiento altamente territorial. También captura insectos en vuelo.

## Sistemática

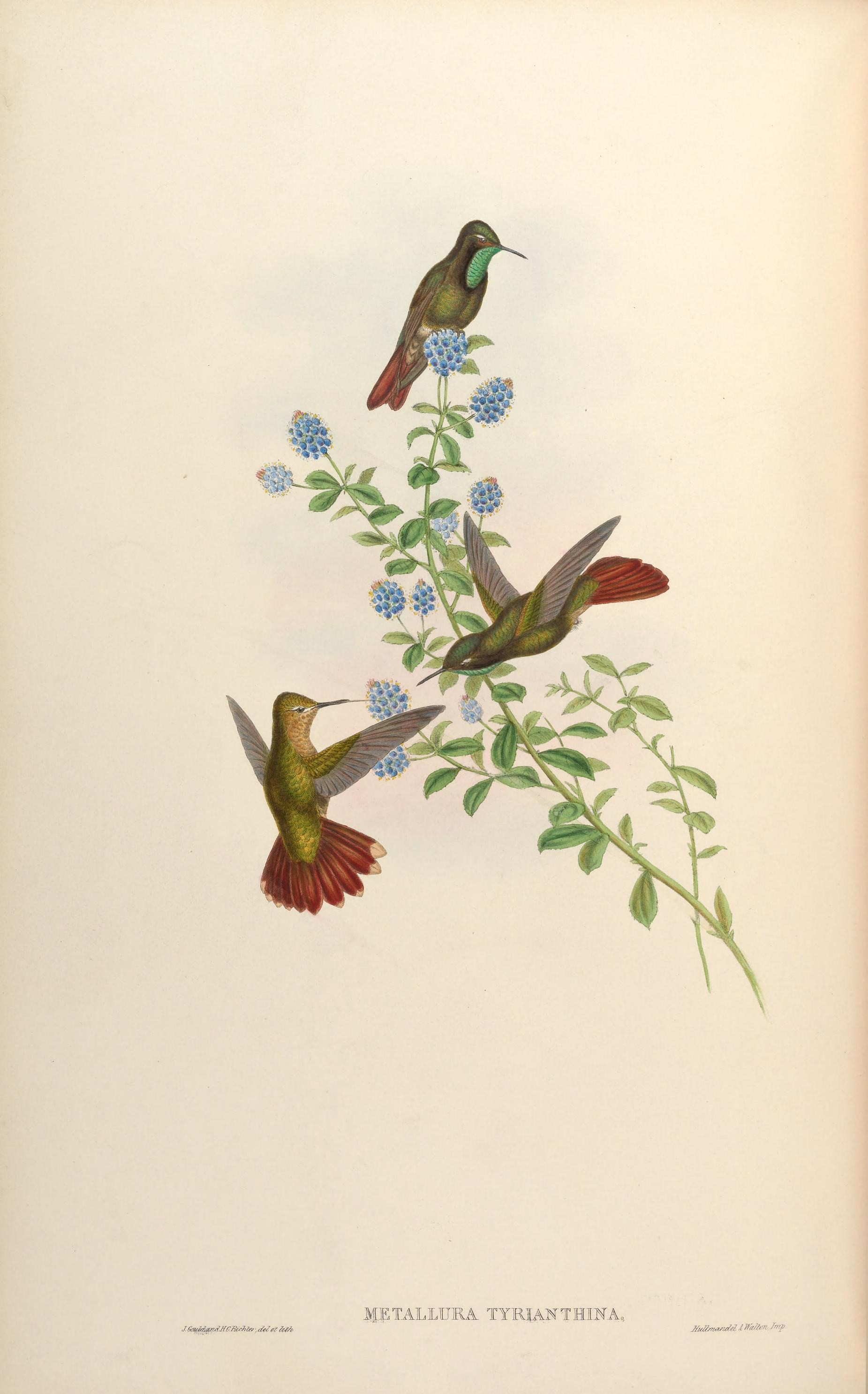
Metallura tyrianthina, ilustración de Gould y Richter en A monograph of the Trochilidae, or family of humming-birds 3, 1861.

### Descripción original
La especie M. tyrianthina fue descrita por primera vez por el ornitólogo británico George Loddiges en 1832 bajo el nombre científico Trochilus tyrianthinus; su localidad tipo es: «Popayán, Colombia».

### Etimología
El nombre genérico femenino «Metallura» es una combinación de las palabras del griego «metallon» que significa ‘metal’, y «oura» que significa ‘cola’; y el nombre de la especie «tyrianthina», proviene del latín «tyrianthinus» que significa ‘tiriantino’, un color entre el púrpura y el violeta.

### Taxonomía
La subespecie descrita M. tyrianthina peruviana Boucard, 1893, se considera un sinónimo de smaragdinicollis.

### Subespecies
Según las clasificaciones del Congreso Ornitológico Internacional (IOC) y Clements Checklist/eBird  se reconocen siete subespecies, con su correspondiente distribución geográfica:
- Metallura tyrianthina districta Bangs, 1899 – Sierra Nevada de Santa Marta, norte de Colombia; y Serranía del Perijá, frontera del norte de Colombia, noroeste de Venezuela.
- Metallura tyrianthina chloropogon (Cabanis & Heine Jr.), 1860 – cordillera de la Costa del norte de Venezuela (Aragua al este hasta Miranda).
- Metallura tyrianthina oreopola Todd, 1913 – Andes venezolanos (suroeste de Lara, Trujillo, Mérida, norte de Táchira).
- Metallura tyrianthina tyrianthina (Loddiges), 1832 – noroeste de Venezuela (suroeste de Táchira) a través de las tres cadenas andinas de Colombia, este y sur de Ecuador hasta el extremo norte de Perú (Piura).
- Metallura tyrianthina quitensis Gould, 1861 – noroeste de Ecuador.
- Metallura tyrianthina septentrionalis Hartert, 1899 – pendiente occidental de los Andes del norte de Perú (al oeste del río Marañón, desde Cajamarca hasta Lima).
- Metallura tyrianthina smaragdinicollis (d'Orbigny & Lafresnaye), 1838 – pendiente oriental de los Andes de Perú (al sur desde Amazonas) hasta el centro de Bolivia (Santa Cruz).